# Lotta ai Giochi della XXVI Olimpiade
I tornei di lotta ai Giochi della XXVI Olimpiade si sono svolte dal 20 luglio al 2 agosto 1996 al Georgia World Congress Center di Atlanta, negli Stati Uniti d'America. Sono stati messi in palio 20 titoli: 10 di lotta libera e 10 di lotta greco-romana, tutti maschili.

## Nazioni partecipanti
Hanno partecipato alla manifestazione 401 lottatori, in rappresentanza di 75 distinti comitati olimpici.
- Albania (1)
- Algeria (2)
- Samoa Americane (1)
- Argentina (1)
- Armenia (8)
- Australia (9)
- Azerbaigian (8)
- Bielorussia (16)
- Belgio (1)
- Bosnia ed Erzegovina (1)
- Bulgaria (11)
- Cambogia (1)
- Camerun (1)
- Canada (14)
- Cina (5)
- Colombia (3)
- Croazia (1)
- Cuba (15)
- Cipro (1)
- Rep. Ceca (3)
- Rep. Dominicana (1)
- Egitto (1)
- Estonia (4)
- Finlandia (5)
- Francia (2)
- Georgia (8)
- Germania (11)
- Gran Bretagna (1)
- Grecia (10)
- Guam (1)
- Guatemala (1)
- Guinea-Bissau (1)
- Ungheria (11)
- India (1)
- Iran (10)
- Israele (1)
- Italia (4)
- Giappone (12)
- Kazakistan (11)
- Kirghizistan (4)
- Lettonia (1)
- Lituania (3)
- Macedonia (3)
- Messico (7)
- Moldavia (6)
- Mongolia (4)
- Marocco (5)
- Nigeria (4)
- Corea del Nord (3)
- Norvegia (1)
- Pakistan (1)
- Panama (1)
- Perù (5)
- Polonia (11)
- Portogallo (1)
- Porto Rico (5)
- Romania (10)
- Russia (20)
- Senegal (2)
- Slovacchia (4)
- Sudafrica (1)
- Corea del Sud (15)
- Svezia (7)
- Svizzera (2)
- Siria (2)
- Tagikistan (1)
- Tunisia (3)
- Turchia (13)
- Turkmenistan (1)
- Ucraina (17)
- Stati Uniti (20)
- Uzbekistan (10)
- Venezuela (6)
- Yemen (1)
- Jugoslavia (2)

## Podi

### Uomini
| Evento             | Oro                           | Argento                          | Bronzo                        |
| Lotta libera       |                               |                                  |                               |
| 48 kg (dettagli)   | Kim Il Corea del Nord         | Armen Mkrtchyan Armenia          | Alexis Vila Cuba              |
| 52 kg (dettagli)   | Valentin Yordanov Bulgaria    | Namig Abdullayev Azerbaigian     | Maulen Mamyrov Kazakistan     |
| 57 kg (dettagli)   | Kendall Cross Stati Uniti     | Guivi Sissaouri Canada           | Ri Yong-sam Corea del Nord    |
| 62 kg (dettagli)   | Tom Brands Stati Uniti        | Jang Jae-sung Corea del Sud      | Elbrus Tedeyev Ucraina        |
| 68 kg (dettagli)   | Vadim Bogiev Russia           | Townsend Saunders Stati Uniti    | Zaza Zazirov Ucraina          |
| 74 kg (dettagli)   | Buvaisar Saitiev Russia       | Park Jang-soon Corea del Sud     | Takuya Ota Giappone           |
| 82 kg (dettagli)   | Khadzhimurad Magomedov Russia | Yang Hyung-mo Corea del Sud      | Amir Reza Khadem Iran         |
| 90 kg (dettagli)   | Rasoul Khadem Iran            | Makharbek Khadartsev Russia      | Eldar Kurtanidze Georgia      |
| 100 kg (dettagli)  | Kurt Angle Stati Uniti        | Abbas Jadidi Iran                | Arawat Sabejew Germania       |
| 130 kg (dettagli)  | Mahmut Demir Turchia          | Aljaksej Mjadzvedzeŭ Bielorussia | Bruce Baumgartner Stati Uniti |
| Lotta greco-romana |                               |                                  |                               |
| 48 kg (dettagli)   | Sim Kwon-ho Corea del Sud     | Aleksandr Pavlov Bielorussia     | Zafar Guliev Russia           |
| 52 kg (dettagli)   | Armen Nazaryan Armenia        | Brandon Paulson Stati Uniti      | Andriy Kalashnykov Ucraina    |
| 57 kg (dettagli)   | Yuriy Melnichenko Kazakistan  | Dennis Hall Stati Uniti          | Sheng Zetian Cina             |
| 62 kg (dettagli)   | Włodzimierz Zawadzki Polonia  | Juan Marén Cuba                  | Mehmet Akif Pirim Turchia     |
| 68 kg (dettagli)   | Ryszard Wolny Polonia         | Ghani Yalouz Francia             | Aleksandr Tretyakov Russia    |
| 74 kg (dettagli)   | Filiberto Azcuy Cuba          | Marko Asell Finlandia            | Józef Tracz Polonia           |
| 82 kg (dettagli)   | Hamza Yerlikaya Turchia       | Thomas Zander Germania           | Valeryj Cylen'c' Bielorussia  |
| 90 kg (dettagli)   | V"jačeslav Olijnyk Ucraina    | Jacek Fafiński Polonia           | Maik Bullmann Germania        |
| 100 kg (dettagli)  | Andrzej Wroński Polonia       | Sjarhej Lištvan Bielorussia      | Mikael Ljungberg Svezia       |
| 130 kg (dettagli)  | Aleksandr Karelin Russia      | Matt Ghaffari Stati Uniti        | Sergei Mureiko Moldavia       |

## Medagliere
| Pos.   | Paese          | Oro | Argento | Bronzo | Totale |
| ------ | -------------- | --- | ------- | ------ | ------ |
| 1      | Russia         | 4   | 1       | 2      | 7      |
| 2      | Stati Uniti    | 3   | 4       | 1      | 8      |
| 3      | Polonia        | 3   | 1       | 1      | 5      |
| 4      | Turchia        | 2   | 0       | 1      | 3      |
| 5      | Corea del Sud  | 1   | 3       | 0      | 4      |
| 6      | Iran           | 1   | 1       | 1      | 3      |
| 6      | Cuba           | 1   | 1       | 1      | 3      |
| 8      | Armenia        | 1   | 1       | 0      | 2      |
| 9      | Ucraina        | 1   | 0       | 3      | 4      |
| 10     | Corea del Nord | 1   | 0       | 1      | 2      |
| 10     | Kazakistan     | 1   | 0       | 1      | 2      |
| 12     | Bulgaria       | 1   | 0       | 0      | 1      |
| 13     | Bielorussia    | 0   | 3       | 1      | 4      |
| 14     | Germania       | 0   | 1       | 2      | 3      |
| 15     | Azerbaigian    | 0   | 1       | 0      | 1      |
| 15     | Canada         | 0   | 1       | 0      | 1      |
| 15     | Francia        | 0   | 1       | 0      | 1      |
| 15     | Finlandia      | 0   | 1       | 0      | 1      |
| 19     | Giappone       | 0   | 0       | 1      | 1      |
| 19     | Georgia        | 0   | 0       | 1      | 1      |
| 19     | Cina           | 0   | 0       | 1      | 1      |
| 19     | Svezia         | 0   | 0       | 1      | 1      |
| 19     | Moldavia       | 0   | 0       | 1      | 1      |
| Totale | Totale         | 20  | 20      | 20     | 60     |